# Stipa iranica
Stipa iranica là một loài thực vật có hoa trong họ Hòa thảo. Loài này được Freitag miêu tả khoa học đầu tiên năm 1985.